# کیت فلینت
کیت فلینت (انگلیسی: Keith Charles Flint; زاده ۱۷ سپتامبر ۱۹۶۹ – درگذشته ۴ مارس ۲۰۱۹) خواننده گروه موسیقی «پرادیجی»، و رقصنده اهل بریتانیا بود.فلینت در ۴ مارس ۲۰۱۹ خودش را حلق‌آویز کرد و به زندگی‌اش خاتمه داد.
فلینت با ظاهر متفاوت، صدا و رقص پرانرژی‌اش، به یکی از شناخته‌شده‌ترین چهره‌های موسیقی تکنوی بریتانیا در دههٔ ۱۹۹۰ تبدیل شد و توانست در کشورهای دیگر اروپا و آمریکا نیز به موفقیت برسد. با تشکیل «پرادیجی» در سال ۱۹۹۰، نام آن گروه را در عرصهٔ موسیقی بریتانیا تثبیت کرد و از پیشگامان ژانر موسیقی الکترونیک بیگ بیت شد. آلبوم‌های پرادیجی در زمان انتشارشان جزو فهرست پرفروش‌ترین‌های بریتانیا و آمریکا بوده‌اند.
در نوامبر ۲۰۱۸ آخرین آلبوم گروه با نام گردشگر ممنوع منتشر شد. پرادیجی قصد داشت تور کنسرت اروپا و آمریکای جنوبی خود را آغاز کند. اما در ۴ مارس ۲۰۱۹ جسد بی‌جان فلینت در خانه‌اش در دهکدهٔ نورث اِند اسکس پیدا شد. لیام هولت در حساب اینستاگرام گروه نوشت: «باورم نمی‌شود این حرف را می‌زنم ولی برادرمان کیت به زندگی‌اش پایان داد.»